# Hengxiang Cycling Team/Saison 2012
Dieser Artikel listet Erfolge und Fahrer des Radsportteams Hengxiang Cycling Team in der Saison 2012 auf.

## Abgänge – Zugänge
| Zugänge      | Team 2011              | Abgänge       | Team 2012 |
| ------------ | ---------------------- | ------------- | --------- |
| Li Fuyu      | Team RadioShack (2010) | Wang Chuanhao | Unbekannt |
| Liu Jianpeng | Neoprofi               | Zhao Chengce  | Unbekannt |
| Shan Shuang  | Neoprofi               |               |           |
| Wang Bo      | Neoprofi               |               |           |

## Mannschaft
| Name         | Geburtstag         | Nationalität        |
| ------------ | ------------------ | ------------------- |
| Han Xuxiang  | 12. Februar 1990   | Volksrepublik China |
| Li Fuyu      | 9. Mai 1978        | Volksrepublik China |
| Liu Hui      | 17. April 1990     | Volksrepublik China |
| Liu Jianpeng | 12. März 1993      | Volksrepublik China |
| Liu Yilin    | 7. Januar 1985     | Volksrepublik China |
| Shan Shuang  | 15. April 1992     | Volksrepublik China |
| Wang Bo      | 12. September 1993 | Volksrepublik China |
| Wang Meiyin  | 26. Dezember 1988  | Volksrepublik China |
| Xing Fu      | 26. Januar 1988    | Volksrepublik China |
| Zhao Guibao  | 17. März 1991      | Volksrepublik China |